# Adrien Clergeac
Adrien Clergeac est un prêtre catholique et un historien français né à Mauvezin le 25 juillet 1870, et mort à Auch le 8 décembre 1960.

## Publications

### Ouvrages
- Cartulaire de l'abbaye de Gimont, Archives historiques de la Gascogne, 1905, 504 p.
- La Curie et les bénéficiers consistoriaux : étude sur les communs et menus services, 1300-1600, Paris, Picard, 1911, X-316 p.
- Chronologie des archevêques, évêques et abbés de l'ancienne province d'Auch et des diocèses de Condom et Lombez, 1300-1801, Abbeville, Paillart, 1911, 214 p. (lire en ligne)
- Le chanoine Célestin Laffargue, supérieur du séminaire d'Auch, Tarbes, imprimerie Saint-Joseph, 1947, 42 p.

### Articles

#### Revue de Gascogne
- Les hôpitaux de Gimont, 1904 ;
- Clément VI et la guerre de Cent-Ans en Gascogne, 1904 ;
- Jean IV d'Armagnac et les papes d'Avignon, Innocent VI et Urbain V, 1905 ;
- La désolation des églises, monastères et hôpitaux de Gascogne, 1356-1358, 1905 ;
- Les nominations épiscopales en Gascogne au XIII et XIVe siècles, 1906 ;
- Les abbayes de Gascogne du XIIe siècle au Grand schisme d'Occident, 1906-1907 ;
- Saint Taurin et ses hagiographes, 1912 ;
- La maîtrise de la cathédrale d'Auch au XVe siècle, 1926 ;
- Le millénaire de la Maison de Gontaud-Biron, 1926 ;
- Un cardinal condomois : Guillaume de Teste, 1929 ;
- Le chapitre de Sainte-Marie d'Auch à la veille de la Révolution, 1930 ;
- Le centenaire de Léonce Couture, 1932 ;
- Madame de Bellegarde gouvernante des princesses de Saxe, 1933-1934 ;
- Les premiers chanoines de Lombez, 1936 ;
- La légende de saint Luperc.

#### Bulletin de la Société archéologique, historique, littéraire & scientifique du Gers
- M. de Narbonne-Pelet, évêque de Lectoure, 1746-1760, 1952 (lire en ligne), p. 101;
- François de Narbonne-Lara, abbé de Pessan, 1759-1779, et son neveu, Louis, comte de Narbonne, 1755-1813, 1953 ;
- Les seigneurs de Polastron, 1954 (lire en ligne), p. 310, (lire en ligne), p. 408 ;
- Les Polastron et le château de Pouyminet, près Cologne-du-Gers, 1955 (lire en ligne), p. 207 ;
- Le chapitre cathédral de Lectoure pendant l'épiscopat de M. de Polastron, 1692-1717, 1955 (lire en ligne), p. 303 ;
- La commune de Maurens pendant la Révolution française, 1956 (lire en ligne), p. 250], (lire en ligne), p. 393 ;
- Le prieuré de Saint-Gény à Lectoure, 1956 ;
- L'organisation du culte catholique dans le Gers après le concordat de 1801, 1958 (lire en ligne, p. 187), (lire en ligne, p. 482), (lire en ligne), p. 599 ;
- L'organisation du culte catholique dans le Gers après l'organisation de 1803, 1960 (lire en ligne).